# Flykten från Dunkerque
Flykten från Dunkerque (franska: Week-end à Zuydcoote) är en fransk-Italiensk krigsfilm från 1964 i regi av Henri Verneuil.
Filmen är baserad på Robert Merles roman Weekend à Zuydcoote.

## Rollista i urval
- Jean-Paul Belmondo - sergeant Julien Maillat
- Catherine Spaak - Jeanne
- Jean-Pierre Marielle - fältprästen
- François Périer - Alexandre
- Pierre Mondy - Dhéry
- Pierre Vernier - begravningsentreprenören
- Ronald Howard - kapten Robinson
- Kenneth Haigh - John Atkins
- Marie Dubois - Hélène Atkins
- Donald O'Brien - brittisk sergeant
- Nigel Stock - brittisk sergeant